# G-Unity Foundation
G-Unity Foundation — громадський фонд, що надає гранти для некомерційних організацій, які спрямовані на поліпшення якості життя громад і малозабезпечених. Цю благодійну організацію створив реп-гурт G-Unit. Основна мета діяльності підкреслює важливість підтримки наукових закладів і гуртків, що працюють після занять у школах.
14 листопада 2009 50 Cent пожертвував $25 тис. організації You Can Go to College Committee (діє з 1996). У 2011 G-Unity Foundation третій рік поспіль роздавали сотні індичок громаді Квінза.

## Рада директорів
- Кертіс Джексон
- Крістофер Ллойд
- Марвін Бернард
- Кріс Лайті
- Теодор К. Седлмайр
- Ніккі Мартін
- Ґреґ Коллінз